# Ekologia informacji
Ekologia informacji (ang. Information ecology) – dyscyplina wiedzy zajmująca się wzajemnym oddziaływaniem informacji na ludzi i odwrotnie. Bada relacje informacyjne w różnych przestrzeniach życia człowieka. Zgłębia wpływ środowiska informacyjnego, jak również jego czystość.

Rosyjski badacz Aleksiej Eryomin zaproponował następującą definicję ekologii informacji w latach 80. XX wieku:
„ekologia informacji to dyscyplina wiedzy, której zadaniem jest odkrywanie praw rządzących przepływem informacji w biosystemach, włącznie z człowiekiem, społeczeństwem, ich wpływem na zdrowie psychiczne, fizyczne i społeczne ludzi oraz rozwijanie odpowiednich metodologii mających na celu kształtowanie środowiska informacyjnego”.
Człowiek funkcjonuje w środowisku informacyjnym zwanym infosferą, co również jest przedmiotem badań ekologii informacji.
Wyrażenie ekologia informacji ma znaczenie metaforyczne. Jest to odniesienie do biologicznego związku człowieka i środowiska (ekosystem). Tak jak w ekologii ważne jest utrzymanie czystości tak w ekologii informacji istotna jest czystość infosfery.

## Historia
Ekologia informacji rozwinęła się pod wpływem szybkiego rozwoju sieci komputerowych na przełomie XX i XXI w. Sama definicja powstała w latach 70 XX w. W Rosji, USA i Europie Zachodniej rozwinęły się badania nad informacją, jej wpływem na człowieka i radzenia sobie z jej nadmiarem. Twórcą definicji i jednym z najważniejszych badaczy jest Aleksiej Eryomin.

## Zakres
Zakres merytoryczny ekologii informacji obejmuje wszystko, co dzieje się w środowisku informacyjnym i jest jego czynnikiem, np. technologie informacyjne, Internet, środki masowego przekazu, ludzie, instytucje. Badane są również elementy współczesnego środowiska informacyjnego jak: nadmiar informacji, mgła informacyjna, smog informacyjny, szum informacyjny, jak również niskie kompetencje informacyjne użytkowników.

## Kierunki
Aleksiej Eryomin – twórca profilaktyki informacyjnej, w swoim artykule z 1998 roku Information ecology – a viewpoint zaproponował kilka głównych kierunków badań związanych z ekologią informacji:
- badania relewancji pomiędzy informacją a zdrowiem człowieka,
- badanie potrzeb informacyjnych,
- identyfikowanie kryteriów ilościowych i jakościowych informacji,
- badanie wartości informacji,
- badanie metod przechowywania informacji,
- badanie procesów przekazywania i recepcji informacji,
- badanie relewancji,
- ocena jakości usług informacyjnych,
- określenia odpowiedzialności za informację i jej skutki społeczne[5],
- zarządzanie informacją w miejscu pracy, organizacjach, społeczeństwie[4][6].

## W różnych domenach dyscyplinach naukowych

### Antropologia
Książka Nardiego i O’Daya przedstawia pierwsze szczególne podejście do ekologii informacji przez antropologów. H.E. Kuchka sytuuje informacje w społecznie rozproszonym poznaniu systemów kulturowych. Casagrande i Peters wykorzystują ekologię informacyjną do antropologicznej krytyki polityki wodnej Southwest USA. Stepp (1999) opublikował prospekt emisyjny do antropologicznego badania ekologii informacji.

### Zarządzanie wiedzą
Ekologia informacji została wykorzystana jako tytuł książki przez Thomasa H. Davenporta i Laurence’a Prusaka (Davenport i Prusak 1997), ze szczególnym uwzględnieniem wymiarów organizacyjnych ekologii informacji. W DSTC był także akademicki projekt badawczy zatytułowany Ekologia informacji, dotyczący rozproszonych systemów informacyjnych i społeczności internetowych.

### Prawo
Szkoły prawnicze reprezentują inny obszar, w którym fraza zyskuje coraz większą akceptację, np. Konferencja Szkoły Prawa NYU W kierunku Ekologii Wolnych Informacji oraz seria wykładów na temat ekologii informacji w Centrum Edukacji Publicznej w Duke University Law School.

### Bibliotekarstwo
W dziedzinie bibliotekoznawstwa nastąpiło znaczące przyjęcie tego terminu, a bibliotekarze opisali Nardi i O’Daya jako „kluczowy gatunek w ekologii informacyjnej”, oraz odniesienia do zakresu ekologii informacji, tak dalece, jak Collaborative Digital Reference Service Biblioteki Kongresu, administratora bazy danych biblioteki dziecięcej w Rosji.

### Biologia
Coraz częściej wykorzystuje się także „ekologię informacji” jako pojęcie wśród ekologów zajmujących się cyfrowym odwzorowaniem zasobów botanicznych, w tym badań Zhanga Xinshi’ego w Instytucie Botaniki Chińskiej Akademii Nauk.

### Ludzka ekologia
Z analizy konkretnych przykładów natury i fizjologii określono 10 aksjomatów i praw ekologii informacji, która służy jako podstawa do tworzenia strategii informacyjnych i taktyk w sferze społecznej, gospodarczej, politycznej i innych, które wpływają na zdrowie ludzkie i społeczności ludzkie.